# Fritz Lohmeyer

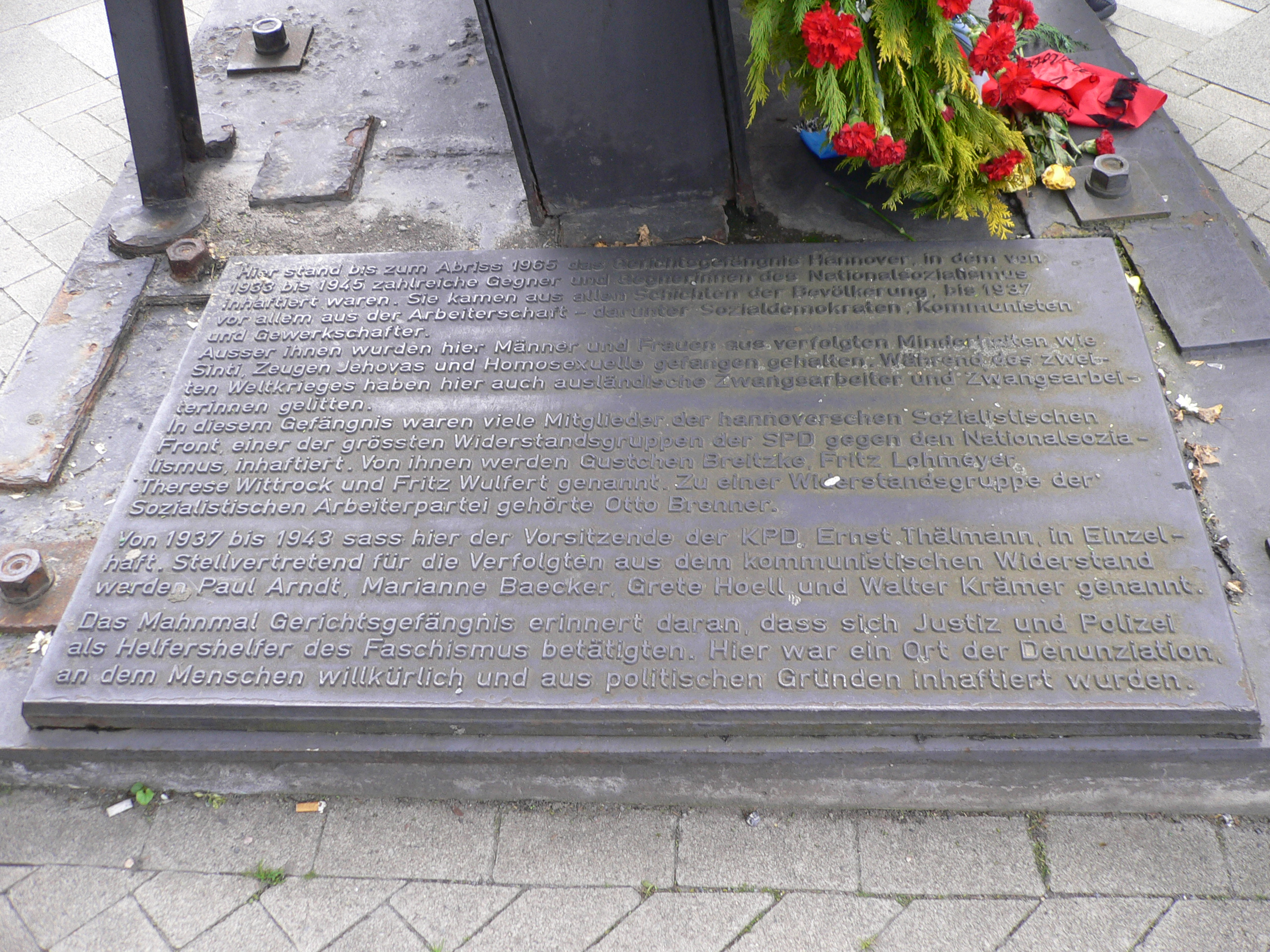
Fritz Lohmeyer in der Inschrift am Mahnmal Gerichtsgefängnis Hannover neben dem Pavillon

Friedrich „Fritz“ Lohmeyer (* 11. August 1890 in Hannover; † für tot erklärt mit Wirkung vom 8. Mai 1945 in Ebensee) war ein SPD-Funktionär und Widerstandskämpfer.

## Leben
Fritz Lohmeyer erlernte den Beruf des Konditors, übte diesen aber nie aus. Im Alter von 18 Jahren wurde er 1908 Gewerkschaftsmitglied. 1913 trat er in die SPD ein. Im Ersten Weltkrieg war er von 1915 bis 1918 Soldat. Nach dem Krieg wurde Lohmeyer als Hilfsarbeiter bei der Maschinenfabrik Gebrüder Körting eingestellt. Ab 1930 war er Invalide. Im selben Jahr wurde er einer von insgesamt 45 SPD-Abteilungsleitern in Hannover und war bis 1933 für den 11. Bezirk Hannover-Oststadt zuständig.
Nach 1933 trat Friedrich Lohmeyer der Widerstandsgruppe Sozialistische Front bei und wurde dort als Leiter der Abteilung VII einer der Hauptverteiler der illegalen Sozialistischen Blätter. Am 19. Februar 1936 wurde er verhaftet und ins Gerichtsgefängnis Hannover gebracht. Das Oberlandesgericht Hamm verurteilte Lohmeyer wegen Vorbereitung zum Hochverrat zu fünfeinhalb Jahren Zuchthaus, die er bis zum 19. August 1941 im Zuchthaus Hameln verbüßen musste.
Nach der Haftentlassung wurde Fritz Lohmeyer zuerst in das Konzentrationslager Sachsenhausen eingeliefert, am 15. Februar 1945 dann in das Konzentrationslager Mauthausen und am 25. März 1945 schließlich in das KZ-Außenlager Ebensee. Nach dessen Befreiung durch amerikanische Truppen starb Lohmeyer vermutlich an Körperschwäche. Durch Beschluss des Amtsgerichts Hannover wurde er am 12. Januar 1949 mit Wirkung vom 8. Mai 1945 für tot erklärt.

## Ehrungen

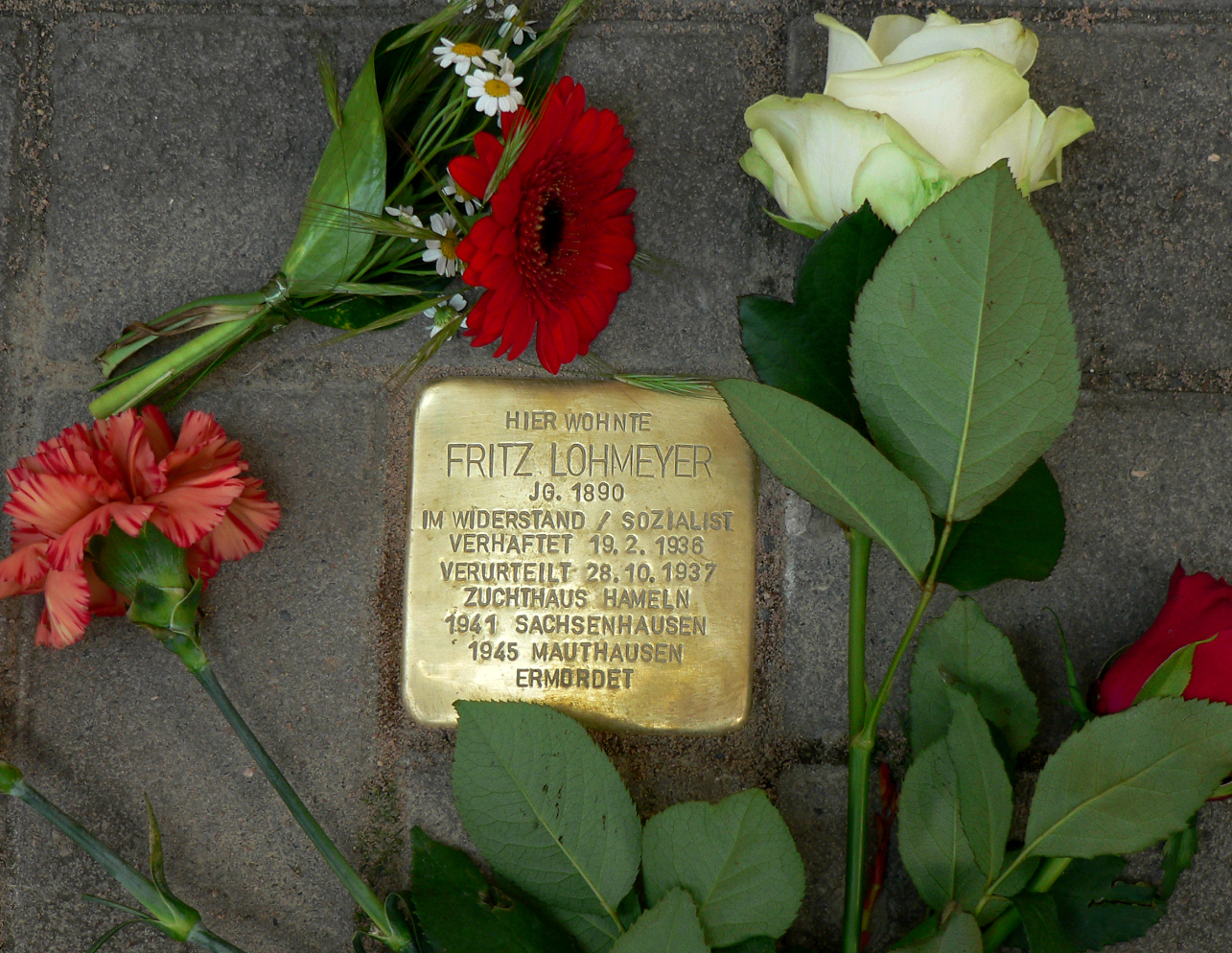
Stolperstein für Fritz Lohmeyer nach der Verlegung, 2022

- 1952 wurde eine Straße in Hannover-Ricklingen Lohmeyerhof benannt
- 1979 erhielt das Jugendzentrum Roderbruch den Namen Fritz-Lohmeyer-Haus und eine Gedenktafel
- Das am 8. Mai 1989 enthüllte Mahnmal Gerichtsgefängnis vor dem Pavillon am Raschplatz  führt in der Inschrift Fritz Lohmeyer als einen der Inhaftierten auf.
- Am 25. Mai 2022 verlegte Gunter Demnig vor dem früheren Wohnsitz von Fritz Lohmeyer in der Seumestraße im Stadtteil Oststadt einen Stolperstein.[2]